# نورمن بارتون
نورمن بارتون (انگلیسی: Norman Burton; ۵ دسامبر ۱۹۲۳ – ۲۹ نوامبر ۲۰۰۳) یک هنرپیشه اهل ایالات متحده آمریکا بود.
او در فیلم یک قدم تا جهنم و محو شدن به سمت سیاهی بازی کرده‌است.